# 낭비방지신탁
낭비방지신탁 혹은 인출제한 신탁이란 의도적이든 비의도적이든 예탁자가 예금에서 이자를 인출하는 것을 제한하는 신탁으로 예탁자의 관리소홀에 의한 손실을 방지하기 위해 고안되었다. 
이 신탁에 임의의 채권자가 예탁자의 이자를 인출하지 못하게 하고 예탁자가 이체하는 것도 방지할 수 있다. 

## 참고 문헌
- 명순구, 현대미국신탁법, 세창출판사, 2005 ISBN 9788984111240
- 임채웅 역, 미국신탁법 : 유언과 신탁에 대한 새로운 이해, 박영사, 2011  ISBN 9788964546284